# Sinfonia n. 2 (Martucci)
La Sinfonia n. 2 di Giuseppe Martucci fu composta nel 1904. Fu il compositore a impugnare la bacchetta per la prima che si tenne l'11 dicembre dello stesso anno; passò poi il testimone ad Arturo Toscanini che la eseguì e incise più volte con diverse orchestre.
Tale sinfonia rappresentò un importante puntò di svolta nella ripresa del filone sinfonico da parte di musicisti italiani.

## Organico
- 2 flauti
- 2 oboi
- 2 clarinetti
- 2 fagotti
- 4 corni
- 2 trombe
- 3 tromboni
- timpani
- archi (violini, viole, violoncelli, contrabbassi)

## Struttura
È una composizione matura, in cui Martucci asseconda al meglio la sua vivacità compositiva concedendole un trasparente imprinting brahmsiano e schumanniano - in particolare nell'Allegro moderato e nell'Allegro finale.
La sinfonia si apre con un primo tema solare, che emerge nei legni dal mormorio indefinito degli archi; dopo la delicatezza iniziale, attraverso un rapido crescendo, il tema viene ripetuto con sonorità più piena dai vari gruppi strumentali fino a prorompere in tutta l'orchestra, dominata dagli squilli trionfali dei corni. Il secondo tema, più intimo e malinconico, appare nei clarinetti e si espande con calore nei violini e nei corni. La fusione dei due temi musicali fondamentali rappresenta forse la vetta di tutta l'opera sinfonica martucciana, il momento in cui la sensibilità sinfonica italiana si ridesta da quel periodo di stasi in cui nell'ultimo Ottocento si era ripiegata. I due temi fondamentali ricorrono ancora nelle altre sezioni del primo, sempre in nuovi aspetti e colori. Nella ripresa la melodia è avvolta dall'ondulare dei violini, e quando essa sembra spegnersi, è presentato nuovamente lo spunto iniziale che avvia il ritorno regolare del secondo tema sulla tonica. Nel complesso, la forma di questo primo tempo, Allegro moderato, è, rispetto a quello della Prima sinfonia, piuttosto semplice ed essenziale.
Il secondo movimento, lo Scherzo, si ricollega nel colore espressivo e negli incisi tematico-ornamentali agli episodi di elaborazione del primo movimento. La vena è scherzosa, e richiama quella degli Scherzi per pianoforte composti negli anni giovanili, in cui compaiono melodie alla napoletana evocanti il suono delle ciaramelle. Non manca anche in questo brano, in particolare nel Trio, una vena nostalgica. La ricchezza di ornamentazione è di una meravigliosa freschezza, superiore a quella dell'Allegretto della Prima sinfonia; ed è proprio tale ricchezza di sfumature a rendere il brano di grande difficoltà d'esecuzione, tanto che Toscanini, quando diresse l'ultima volta questa sinfonia a Milano, nel 1926, pare avesse fatto ripetere, alla prove dello Scherzo, un passaggio del clarinetto una settantina di volte.
L’Adagio è di espressione opposta al secondo movimento: l'intonazione è poetica e intensa come quella di altri brani lenti di Martucci in tonalità con bemolli (si pensi al famoso Notturno, o al Larghetto del Concerto per pianoforte Op. 66). Vi è un legame tra questo tempo lento e gli altri della sinfonia, evidente soprattutto nella seconda frase, tutta incentrata sulla morbida linea del clarinetto che si collega alle parti ornamentali degli altri movimenti, in particolar modo del primo; da questi collegamenti trae giovamento la sinfonia come organismo unitario. Nella coda il fagotto evoca la parte più luminosa del primo tema mentre i violini evocano l'inizio del secondo.
L'ultimo tempo, Allegro, è una grande prova di maturità e di sapienza compositiva, sia per la nobile espressività dei temi che per il loro fittissimo sviluppo. Tutto il movimento è pervaso da un esuberante brio e vitalità. L'orchestrazione è varia, ora delicata ora sonora, ma sempre poetica.